# 陳命珠
陳命珠（1950年10月16日—），臺灣屏東縣萬丹鄉興全村人，在1969年時因推廣農機有功，被印鑄在紀念錢幣，為臺灣戰後第一位作錢幣主角的平民。

## 生平

### 出身農村
1950年10月16日生。有九個兄弟姐妹，出身的家境並不寬裕，小學三年級時，父親逝世。童年、少年時放學就需幫家裡處理稻桿製作、販賣草繩等事。15歲時，她身高就有174公分。
15歲時，陳命珠不願意一輩子就埋沒，就拒絕與同村人士的訂婚。在萬丹鄉農會推廣課的堂哥邀請下，她參加中華民國四健會協會，因反應快、手腳靈活，對外比賽是個常勝軍。不久，臺灣省政府農林廳推廣農業機械化，要各鄉鎮派一人到台北市受訓，堂哥就硬找她北上受訓。

### 推廣農機
受萬丹農會推薦的陳命珠參加臺灣省糧食局在台北舉辦的婦女農業機械訓練班，是班上最年輕的學員。糧食局長李連春對陳命珠很好，並幫她填飯夾菜，要她叫他「爺爺」，並指定她參加耕耘機耕田示範表演。當時台灣農業正由人工轉型為機械操作，為讓農民可接受現代化機器，就傳達「連小女生都會用」的觀念。
農機公司請陳命珠到全臺灣的代理商，示範耕耘機的操作和故障排除，兩三年的示範耕耘，跑遍全台灣。當時她是報章雜誌的寵兒，戴著斗笠，駕著耕耘機，在水田裡耕耘，田埂圍滿參觀的農民。18歲，她轉到三菱的大地農機做農機訓練師，操作與修理插秧機、曳引機、割稻機等。
陳命珠與同事們先在村里擴音，公布操作機器表演得時間與地點，時間一到，農民便成群到達指定地點。然後她們就下田示範，如插秧機、曳引機、割稻機。因她操作熟練，很有說服力。
1969年2月4日農民節，陳命珠參加台灣首次的耕耘機深耕競賽，地點是臺中高農實習農場。男子參賽有十八人，需犁耕零點五公頃；女子參賽有十二人；需犁耕零點零三公頃。陳命珠、陳新菊、與黃金蘭並列第三名。女子組冠軍則是宜蘭縣冬山鄉大進村的吳阿招，就讀宜蘭農校三年級，年僅16歲。
因陳命珠有功於農業機械化的推行，1969年10月16日中央造幣廠響應联合国粮食及农业组织糧食增產運動，便以她示範耕耘的肖像印鑄在新臺幣一元鎳幣上。早年國家發行的錢幣都用國家元首或開國者肖像為圖案，此硬幣被視為創舉，是中華民國首度有平民當上錢幣主角。
1971年，糧食局印發的《糧農曆書》也同樣以陳命珠為封面。學生很多是農業專科學生的她感到學歷不足，遂到高雄立志國中上補校，畢業至樹德女中（今樹德高職）繼續進修。她曾經想要組一個農耕公司在全臺灣代耕，後來放棄。

### 漁港生活
25歲時，陳命珠嫁到台北，丈夫為陳敬華，之後搬到宜蘭縣蘇澳鎮南方澳第一漁港旁，在的金紙店「陳振芳老香舖」作老闆娘，農機本領在漁村已無用處。她在南方澳南安國小當導護媽媽，白天看店、顧家，熱心投入社區事務。不少愛好蒐集硬幣者曾特地到南方澳她家門外探頭探腦時，她就知道又是來看自己，微笑以對。
與陳命珠有親戚關係的興全社區發展協會總幹事陳俊熙表示，早年訊息因傳播不發達，除親友知曉被印鑄在國幣上，連住在同條街的鄰居都不曉得，加上她本人低調，後來才有地方文史人士廣為宣傳。當1999年中華民國中央銀行發行第五套橫式新臺幣，千元鈔改用四個孩童為主角，陳命珠的故事又被提起。農委會以農業、水利、漁業、畜牧業及林業為主題，在2012年6月29日發表「耕耘臺灣 農業全印象」5部紀錄片時，還邀請她出席。在發表會上，她說，到現在偶爾還是會有人在店外探頭探腦。
2013年12月，陳命珠與其他六位志工獲得宜蘭縣政府「宜蘭縣志願服務獎勵」績優金牌獎。